# Frano Vinkov Maroević
Frano (Vinkov) Maroević, Frano V. Maroević (Stari Grad, 4. listopada 1908. — 6. ožujka 1939.), hrvatski pomorski pisac i publicist i književnik. Zbog bogata opusa i stručna doprinosa hrvatskom pomorstvu uvršten je u Pomorsku enciklopediju. Smatra ga se jednim od najtalentiranijih mladih ljudi i stručnjaka javnog života u razdoblju između dvaju svjetskih ratova. Sinovac je kulturnog radnika, profesora matematike i fizike i književnika Frane.

## Životopis
Rodio se je u Starom Gradu na Hvaru u poznatoj obitelji brodovlasnika i pomoraca koja je održavala trgovačke veze s mnogim sredozemnim zemljama. Nakon osnovne upisao je klasičnu gimnaziju. U Zagrebu je studirao pravo. Već kao studentu izašli su mu prvi članci na temu pomorske problematike. Tijekom studija i nakon njega otišao je na daleka putovanja. Diplomiravši zaposlio se je u ondašnjoj Direkciji pomorskog saobraćaja. Zatim je bio tajnik Radničke komore. Doktorirao je i u Engleskoj specijalizirao pomorsko pravo. Namjeravao se je baviti temama brodskih havarija. Iza sebe ostavio je bogat publicistički i književni rad. Osim kao pisac, angažirao se na području udruživanja brodovlasnika kao i pomoraca. Supokretačem je Udruženja brodovlasnika motornih brodova, kojem je poslije bio tajnik. Također nije zapustio ni socijalnu sastavnicu radništva u pomorsokj struci. Radi poboljšanja socijalnog položaja pomoraca, zalagao se je za izgradnju pomorskih domova, zakonsko normiranje starosnog i invalidskog osiguranja pomoraca, kao i uvjeta rada. U svijetu je stekao ugled pa su ga delegirali za Međunarodnu tripartitnu tehničku konferenciju u Ženevi 1935. godine. Aktivan u kulturnom i javnom životu grada Splita. Sudjelovao na književnim večerima, predavanjima, član više splitskih društava (Jadranska straža) i ostalo. Godine 1928. zajedno sa Zvonkom Krstićem pokrenuo je tjednik Suvremene vidike. Iznenadna smrt prekinula ga je u daljnjem radu. Umro je 6. ožujka 1939. godine.
O životu i radu Frane V. Maroevića veliku monografiju su 2020. objavile akademica HAZU Hrvojka Mihanović-Salopek i povjesničarka umjetnosti i pedagogica Jeniđe Maroević-Kulaga naslova  Maritimne sfere Frane V. Maroevića.

## Spisateljski rad
Članke je objavio u nizu dnevnih listova i časopisa kao što su Jadranski Lloyd, Novo doba, Hrvatski glasnik, Hrvatski pomorac, Jadranski dnevnik, Jadranska straža i inima iz Splita, Jugoslavenski Lloyd i još nekim listovima iz Zagreba) te u beogradskim dnevnicima Vreme, Život i rad, Socijalni arhiv i dr.). Još kao školarac radovi su mu izašli u dnevniku Novom dobu i reviji Jadranskoj straži i inima. Nadahnuća je nalazio u pričama oca i djeda, obojica kapetana škunera, kao i u vlastitim pomorskim zgodama.
Godine 1922. uredio je Spomen knjigu o Petru Hektoroviću Starograđaninu (1487-1572) : prigodom 350-godišnjice njegove smrti i otkrića spomen-ploče na Tvrdalju Objavio je brošuru Starigrad (u izdanju Društva za poljepšavanje i unapredjenje Starogagrada, 1929.), uredio Tjedan naših jedara : 23 -29 jula 1930. jedriličarskog kluba Labuda (1930.).

## Znanstveni interes
Proučavao je pomorsko tržište. Izučavao je položaj domaće trgovačke mornarice, osobito malih brodova. Najviše se je zanimao za pomorsko-pravnu problematiku u svezi s pomorskim havarijama. U Radovima Instituta HAZU u Zadru godine 1968. objavljen mu je posmrtno članak Dva procesa u Hvarskoj komuni

## Književni rad
Napisao je novele, putopise, pjesme i drame. Zanimao se je za raznolika područja od povijesti, arheologije, umjetnosti, botanike, a svima je zajednička crta njegova strast za morem i pomorskim životom, što se sve pretočilo u njegov književnički rad.
Objavio je Jeniđe : pripovijest iz carigradskog života (1927.). U Čakavskoj riči izašla mu je posmrtno pomorska novela Posljednje putovanje (1993.) Ističe se i novela Razbojnici zaljeva Bukindro.

## Vanjske poveznice
- Digitalizirani članci Frane Vinkova Maroevića Metelgrad.